# یاسی‌اورن (قره‌تاش)
یاسی‌اورن (به ترکی استانبولی: Yassıören) یک منطقهٔ مسکونی در ترکیه است که در قره‌تاش (شهر) واقع شده‌است.